# Пілат та інші
«Пілат та інші» (нім. Pilatus und Andere, Ein Film für Karfreitag) — фільм польського режисера Анджея Вайди за мотивами «біблійних» сцен роману Михайла Булгакова «Майстер і Маргарита», знятий для Другого каналу телебачення Німеччини.

## У ролях
- Войцех Пшоняк — Єшуа Га-Ноцрі
- Ян Кречмар[pl] — Понтій Пілат
- Данієль Ольбрихський — Матвій
- Анджей Лапіцький[pl] — Афраній
- Марек Перепечко — Марк Щуролуп
- Владек Шейбал[pl] — Каяфа
- Єжи Зельник[pl] — Юда Іскаріот
- Анджей Вайда — репортер
- Францішек Печка — голос барана

## Реалізація
Анджей Вайда отримав із Варшави два сценарії для фільму про страсті Христові, але обидва відхилив. Коли він прочитав «Майстра і Маргариту», то вирішив використати для свого фільму діалоги Михайла Булгакова.
Увагу режисера у фільмі привернув новозаповітний пласт роману Михайла Булгакова (московські глави роману залишилися поза фільмом). У екранізації наявна лише лінія Пілата та Єшуа Га-Ноцрі. При цьому дію перенесено в сучасність. Фільм містить сценарні знахідки, серед яких Левій Матвій — сучасний тележурналіст, який готує репортаж із Голгофи, а Юда Іскаріот доносить на Єшуа телефоном-автоматом (коли він кладе слухавку, з автомата випадають тридцять срібняків).
Зйомки проходили в Нюрнберзі, на руїнах Третього Рейху. Вайда використовував трибуну, з якої виступав Адольф Гітлер, коли виступав перед нацистською партією в Нюрнберзі.
Свій хресний шлях Єшуа проходить вулицями Франкфурта-на-Майні.
У фільмі використано музику зі «Страстей за Матвієм» Йоганна Себастьяна Баха.
Деякі сцени фільму залишено з польськими діалогами і використано закадрове озвучення німецькою мовою.
Прем'єра картини у ФРН відбулася 29 березня 1972 року напередодні Великодня, тому отримала підзаголовок «Фільм на Страсну п'ятницю».

## Цензура
Після знімання фільм зазнав цензури в ПНР. 1975 року Головне управління контролю за пресою, виданнями та виставами у своїх рекомендаціях щодо цензури заборонило публікувати інформацію про цей фільм. У своїй книзі про цензуру в Польській Народній Республіці Томаш Стрижевський цитує офіційний таємний документ контрольного відомства, в якому вказує на масштаби втручання цензури: «Публікація будь-яких матеріалів, рецензій, обговорень і статей про фільм „Пілат та інші“ і вимоги щодо широкого розповсюдження цього фільму не допускаються. Може бути оприлюднена лише репертуарна інформація про те, що фільм показано в певному кінотеатрі. Рекомендація не поширюється на спеціалізовані кіножурнали, з яких лише слід видалити можливі запити на широке розповсюдження».